# Integument (Zoologie)
Das Integument (lat. integumentum „Decke“, „Hülle“, „äußere Haut“) bezeichnet die gegenüber dem übrigen Gewebe differenzierte äußere Körperhülle bei allen Gewebetieren. Der Ausdruck impliziert keine anatomische, sondern eine funktionale Betrachtung.

## Funktionen
In der Grundfunktion muss ein Integument zwei Funktionen erfüllen, die gegensätzliche Anforderungen stellen. Einerseits muss es einen Schutz des Organismus gegen äußere Einflüsse wie z. B. mechanische Belastungen und unzuträgliches chemisches Milieu bieten (Homöostase), andererseits muss es den Kontakt des Organismus mit der Außenwelt sicherstellen. Zahlreiche Organismengruppen haben dazu konvergent zueinander eine stabile mechanische Außenhülle entwickelt, in die Sinnesorgane und Drüsen unterschiedlicher Funktion eingelagert sind. Bei zahlreichen Organismengruppen erfolgt auch der Gasaustausch (Atmung) über das Integument. Diese Organismen haben eine dauerhaft feuchte Körperoberfläche. Dabei diffundiert der Sauerstoff aus der Luft durch die feuchte Oberfläche des Körpers in das Körperinnere hinein und zur selben Zeit diffundiert Kohlenstoffdioxid von innen nach außen. Die Arthropoden haben dazu besondere Organe, die Tracheen, entwickelt, die Einstülpungen des Integuments ins Körperinnere darstellen.
Zusätzlich zu diesen Grundfunktionen besitzt das Integument bei zahlreichen Organismengruppen eine Vielzahl von Sonderfunktionen. Farbmuster und andere Sonderbildungen der Haut der Wirbeltiere dienen z. B. als Signal zur sozialen Kommunikation (z. B. Geschlechterfindung und -erkennung). Bei zahlreichen Tierarten ist das Integument zum Schutz vor Feinden panzerartig verstärkt (bei Wirbeltieren: Osteoderm), es kann dazu Anhänge wie Giftdrüsen, Dornen und Stacheln ausbilden. Schuppen, Haare und Federn mit ihren vielfältigen Funktionen sind ebenfalls Sonderbildungen des Integuments.
Weitere Funktionen des Integuments, z. B. im Hormonsystem und bei der Immunabwehr, sind erst seit wenigen Jahren besser erforscht.

## Anatomie
Anatomisch bestehen Integumente je nach Organismengruppe aus einer Vielzahl von Gewebetypen ganz unterschiedlicher Form, Herkunft und Komplexität. Die einfachste Form ist eine Hülle aus einer einschichtigen, differenzierten Zelllage. Diese wird in der Regel als Epidermis bezeichnet. Eine Epidermis ist ein Sonderfall eines Deckgewebes oder Epithels. Sie tritt bereits bei ursprünglichen Gewebetieren mit nur zwei Keimblättern (Diploblasten) wie z. B. den Nesseltieren auf. Das Integument geht hier aus dem äußeren Keimblatt oder Ektoderm hervor. Bei zahlreichen anatomisch komplexeren Organismen wie z. B. den Wirbeltieren ist auch das Mesoderm an der Integumentbildung beteiligt.
Das Integument der Vertebraten, einschließlich des Menschen, wird als Haut bezeichnet. Es besteht aus bindegewebigen Anteilen (Dermis) und der Oberhaut (Epidermis) sowie Hautanhangsgebilden. Wichtiger Bestandteil sind Fasern des Strukturproteins Keratin. Das Integument der Arthropoden bildet ein von der Epidermis nach außen abgeschiedenes, sehr komplex aufgebautes Exoskelett. Neben zahlreichen Proteinen ist das stickstoffhaltige Polysaccharid Chitin einer der Hauptbestandteile.